# Aulo Manlio Torcuato Ático
Aulo Manlio Torcuato Ático  fue un político romano, hijo del consular Tito Manlio Torcuato.

## Carrera política
Fue censor en el año 247 a. C. con Aulo Atilio Calatino, cónsul por primera vez en 244 a. C. con Cayo Sempronio Bleso y por segunda vez en 241 a. C. con Quinto Lutacio Cercón.
En su segundo consulado Torcuato derrotó a los faliscos, que habían tomado las armas y obtuvo un triunfo en consecuencia.
Plinio el Viejo habla de la muerte repentina de un consular llamado Aulo Manlio Torcuato, que puede haber sido este personaje o bien Aulo Manlio Torcuato, el cónsul del año 164 a. C.